# Miou-Miou
Miou-Miou, nombre artístico de Sylvette Herry (París, 22 de febrero de 1950), es una actriz francesa.
Nominada diez veces al Premio César, ganó el premio César a la mejor actriz en 1980. En su carrera, ha trabajado con varios directores internacionales, incluidos Michel Gondry , Bertrand Blier, Claude Berri, Jacques Deray, Patrice Leconte, Joseph Losey y Louis Malle.

## Biografía

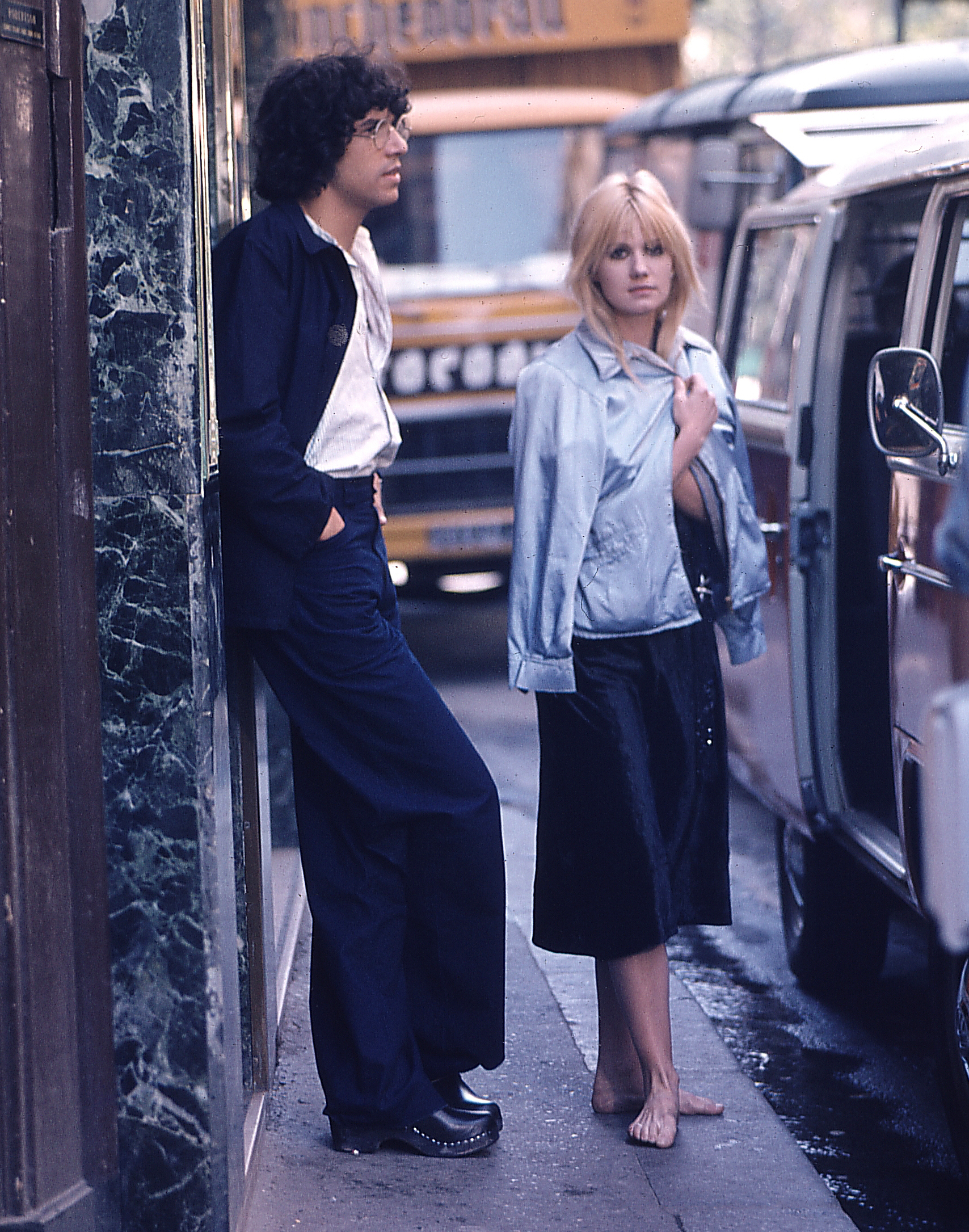
Miou-Miou con Julien Clerc durante el rodaje de "D'Amour et d'eau fraîche" en 1975

Comenzó en el Café de la Gare y su nombre artístico se lo puso un amante. Antes de su debut cinematográfico, trabajó para las compañías teatrales de Coluche y Patrick Dewaere con quien tuvo a su hija, Angèle, a quien más tarde adoptaría Julien Clerc. Miou-Miou vive actualmente con el escritor Jean Teulé.
A mediados de la década de 2000, sus papeles cinematográficos disminuyeron y comenzó a aparecer en el teatro.

## Filmografía

### Cine

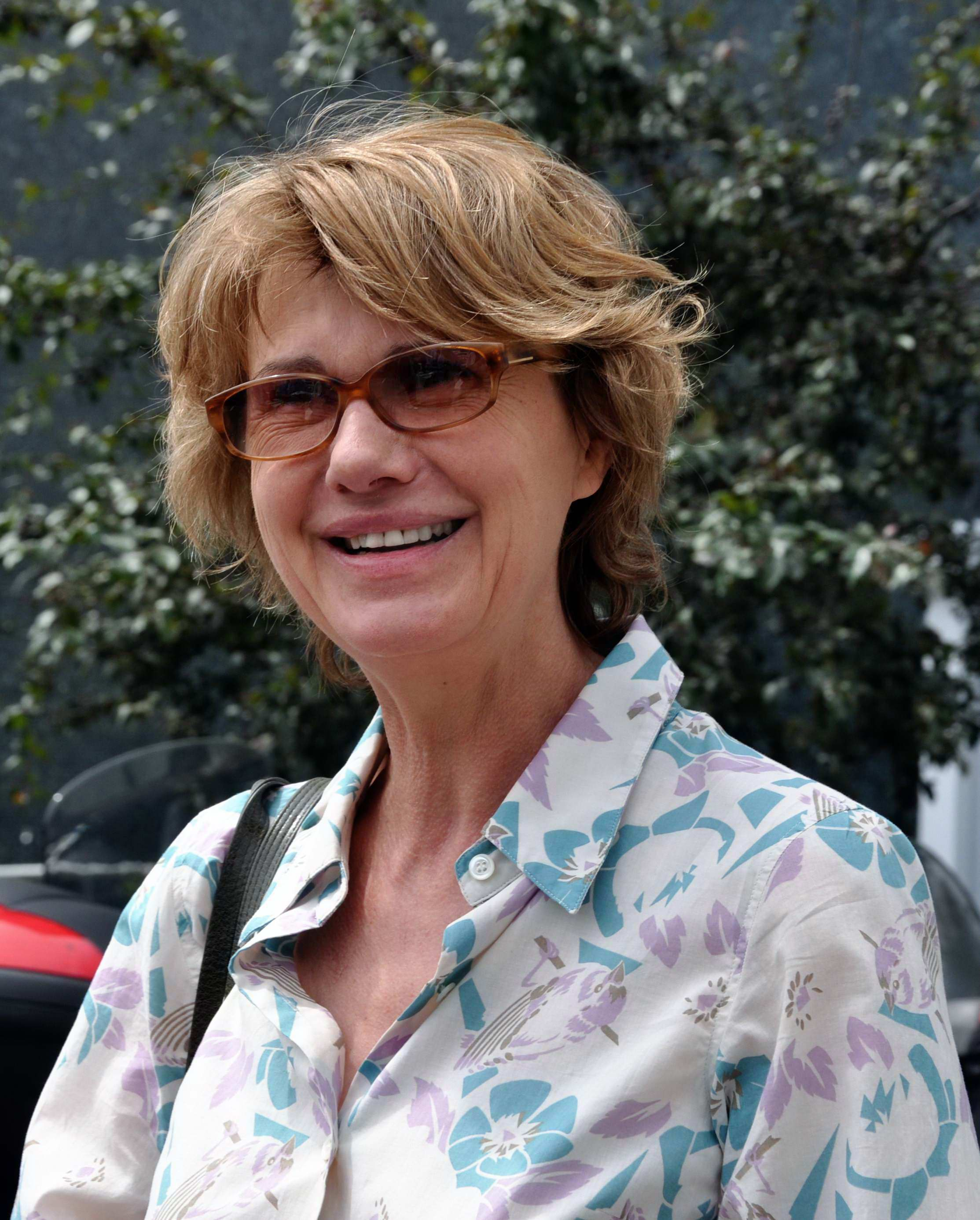
Miou-Miou en 2009.

- 1971: La Vie sentimentale de Georges le tueur de Daniel Berger (cortometraje)
- 1971: La Cavale de Michel Mitrani : Petit Ecureuil
- 1973 : Quelques messieurs trop tranquilles de Georges Lautner : Anita
- 1973 : Elle court, elle court la banlieue de Gérard Pirès : asistrnte
- 1973: L'An 01 de Jacques Doillon, Alain Resnais y Jean Rouch
- 1973 : Themroc de Claude Faraldo : vecina
- 1973 : Les Granges brûlées de Jean Chapot : Monique
- 1973 : Las locas aventuras de Rabbi Jacob de Gérard Oury : Antoinette Pivert
- 1974 : Les Valseuses de Bertrand Blier : Marie-Ange
- 1974 : Tendre Dracula de Pierre Grunstein : Marie
- 1975 : Lily quiéreme (Lily aime-moi) de Maurice Dugowson : La chica en el café
- 1975 : Pas de problème ! de Georges Lautner : Anita Boucher
- 1975 : Un génie, deux associés, une cloche (Un Genio, due compari, un pollo) de Damiano Damiani : Lucy
- 1976 : Al piacere di rivederla de Marco Leto : Patrizia
- 1976 : La Marche triomphale (Marcia trionfale) de Marco Bellocchio : Rosanna
- 1976 : D'amour et d'eau fraîche de Jean-Pierre Blanc : Rita González
- 1976 : F comme Fairbanks de Maurice Dugowson : Marie
- 1976 : On aura tout vu de Georges Lautner : Christine
- 1976 : Jonas qui aura 25 ans en l'an 2000 de Alain Tanner : Marie
- 1977 : Dites-lui que je l'aime de Claude Miller : Juliette
- 1978 : Les Routes du sud de Joseph Losey : Julia
- 1979 : Le Grand Embouteillage (L'Ingorgo - Una storia impossibile) de Luigi Comencini : Angela
- 1979 : Au revoir à lundi de Maurice Dugowson : Nicole
- 1979 : La Dérobade de Daniel Duval : Marie
- 1980 : La Femme flic de Yves Boisset : inspecteur Corinne Levasseur
- 1981 : Est-ce bien raisonnable ? de Georges Lautner : Julie Boucher
- 1981 : La Gueule du loup de Michel Leviant : Marie
- 1982 : Josepha de Christopher Frank : Josépha Manet
- 1982 : Guy de Maupassant de Michel Drach : Gisèle d'Estoc
- 1983 : Coup de foudre de Diane Kurys : Madeleine
- 1983 : Attention ! Une femme peut en cacher une autre de Georges Lautner : Alice
- 1984 : Blanche et Marie de Jacques Renard : Blanche
- 1984 : Canicule de Yves Boisset : Jessica
- 1984 : Le Vol du Sphinx de Laurent Ferrier : Laura
- 1986 : Tenue de soirée de Bertrand Blier : Monique
- 1988 : Un vrai bonheur de Jean-Marie Cornille (cortometraje)
- 1988 : Les Portes tournantes de Francis Mankiewicz : Lauda
- 1988 : La Lectrice de Michel Deville : Constance/Marie
- 1990 : Milou en mai de Louis Malle : Camille
- 1991 : Netchaïev est de retour de Jacques Deray : Brigitte
- 1991 : La Totale ! de Claude Zidi : Hélène Voisin
- 1992 : Le Bal des casse-pieds de Yves Robert : Louise Sherry
- 1992 : Patrick Dewaere, documental de Marc Esposito
- 1993 : Tango de Patrice Leconte : Marie
- 1993 : Germinal (film, 1993) de Claude Berri : Maheude
- 1994 : Montparnasse-Pondichéry de Yves Robert : Julie
- 1994 : Un indien dans la ville de Hervé Palud : Patricia
- 1996 : Ma femme me quitte de Didier Kaminka : Joanna Martin
- 1996 : Le Huitième Jour de Jaco Van Dormael : Julie
- 1997 : Nettoyage à sec de Anne Fontaine : Nicole Kunstler
- 1997 : Elles de Luís Galvão Teles : Eva
- 1998 : Hors jeu de Karim Dridi : Miou-Miou
- 2000 : Pour une fois de Jérôme Bonnell (cortometraje)
- 2000 : Tout va bien, on s'en va de Claude Mouriéras : Laure
- 2004 : Folle Embellie de Dominique Cabrera : Alida
- 2004 : Mariages ! de Valérie Guignabodet : Gabrielle
- 2004 : L'Après-midi de Monsieur Andesmas de Michelle Porte : La femme de Michel Arc
- 2005 : L'Un reste, l'autre part de Claude Berri : Anne-Marie
- 2005 : Riviera de Anne Villacèque : Antoinette
- 2005 : Les Murs porteurs de Cyril Gelblat : Judith Rosenfeld
- 2006 : Avril de Gérald Hustache-Mathieu : Sœur Bernadette, formée Flora Romano
- 2006 : La ciencia del sueño de Michel Gondry : Christine Miroux
- 2006 : Le Héros de la famille de Thierry Klifa : Simone Garcia
- 2008 : Le Grand Alibi de Pascal Bonitzer : Éliane Pages, la femme d'Henri
- 2008 : Affaire de famille de Claus Drexel : Laure Guignebont
- 2008 : Mia et le Migou de Jacques-Rémy Girerd : voix
- 2009 : Pour un fils de Alix de Maistre : Catherine
- 2010 : Le Concert de Radu Mihaileanu : Guylène de la Rivière
- 2009 : Une petite zone de turbulences de Alfred Lot : Anne
- 2018 : Vacaciones con mamá de Eloïse Lang :  Françoise
- 2021 : The Last Mercenary : Marguerite

### Televisión
- 1985 : Une vie comme je veux de Jean-Jacques Goron
- 1988 : L'Argent de Jacques Rouffio
- 1994 : Une femme dans la tourmente de Serge Moati
- 1995 : Court toujours: Joséphine et les gitans de Vincent Ravalec
- 1995 : Une page d'amour de Serge Moati
- 2001 : Agathe et le grand magasin de Bertrand Arthuys
- 2003 : Ambre a disparu de Denys Granier-Deferre
- 2009 : Petites vacances à Knokke-le-Zoute de Yves Matthey

## Teatro
- 2002 : Les Aventures de Sœur Solange de Bruno Boëglin.

## Premios
Ganadora del Premio Lumière a la mejor actriz en 1998 por Nettoyage à sec, y del César a la mejor actriz en 1980 por La Dérobade, nominada en 1977, 1978, 1983, 1984, 1987, 1991, 1994 y 1998.